# Glacier Col
Der Glacier Col (englisch für Gletschersattel) ist ein inzwischen vormals vergletscherter Gebirgspass auf Südgeorgien im Südatlantik. Er liegt zwischen dem nördlichen Ende des Lyell Lake und dem Middle Hamberg Lake.
Für die am King Edward Point stationierten Wissenschaftler war der Sattel ein bevorzugtes Skigebiet und die Benennung seit langem etabliert. Trotz des bis 2006 nahezu vollständigen Verschwindens des Gletschereises erkannte das UK Antarctic Place-Names Committee diese Benennung 2007 an.